# Jeunesse Club d'Abidjan (football)
Maillots
La Jeunesse Club d'Abidjan (JCA) est un club ivoirien de football basé à Abidjan. Il évolue en Ligue 1 ivoirienne.

## Histoire
Créé en compagnie de monsieur Adé Mensah, monsieur Allou Bright et monsieur Kindo(qui vient de Sikasso au Mali qui était Photographe).

## Palmarès
- Championnat de Côte d'Ivoire
  - Vice-champion : 2002, 2010

- Coupe de Côte d'Ivoire de football
  - Vainqueur : 1963
  - Finaliste : 2008, 2010

- Coupe Félix-Houphouët-Boigny 
  - Finaliste : 2006.
  - VAINQUEUR: 2011.
- Coupe CAF / CC.
- 2003:  16è de finale.
- 2006: 16è de finale.
- 2009: 8è de finale.

## Entraîneurs
- 2000 :  /  Diego Garzitto

- 2016 :  Noel Pérez